# James Ryan (homme politique)
Pour les articles homonymes, voir James Ryan et Ryan.

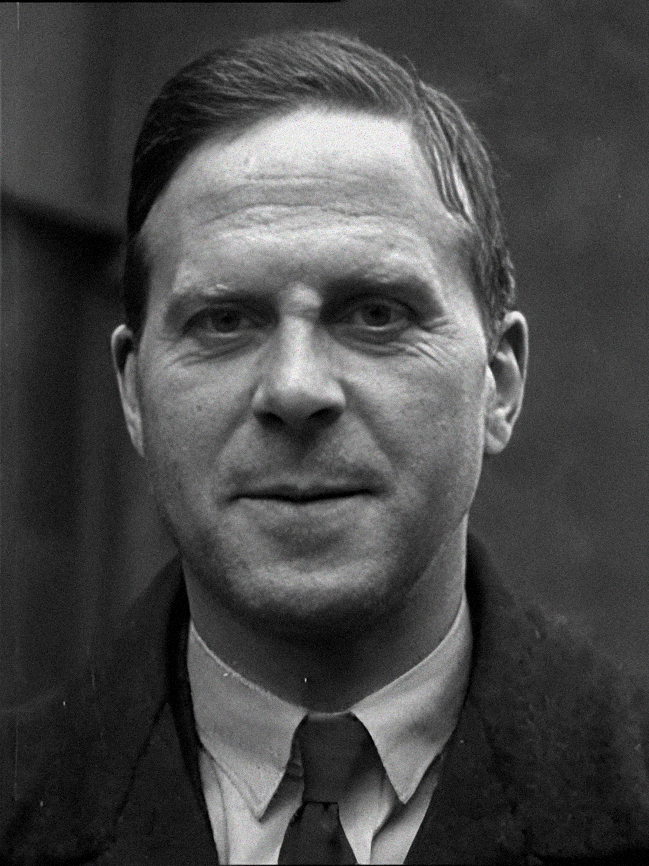
James Ryan lors de son élection en tant que député pour Wexford, 1933

James Ryan (6 décembre 1892-25 septembre 1970) est un homme politique irlandais qui sert dans chaque gouvernement du Fianna Fáil de 1932 à 1965, successivement comme ministre de l'Agriculture (1932-1947), de la Santé et de la Protection sociale (1947-1948 et 1951-1954) et des Finances (1957-1965). Il est Teachta Dála (TD) pour Wexford de 1918 à 1922 et de 1923 à 1965, et sénateur de 1965 à 1969. Il est membre du Sinn Féin jusqu'à ce qu'il rejoigne le Fianna Fáil lors de la fondation de ce parti en 1926.

## Jeunesse
Ryan est né dans la ferme familiale de Tomcoole, près de Taghmon, dans le comté de Wexford, en 1892. Deuxième plus jeune d'une famille de douze enfants, il fait ses études au St Peter's College de Wexford et au Ring College de Waterford. En 1911, il obtient une bourse du conseil du comté pour l'University College de Dublin où il étudie la médecine. Il réussit son examen médical final en mars 1917 et ouvre ensuite un cabinet médical à Wexford. Quatre ans plus tard, en 1921, Ryan s'installe à Dublin où il ouvre un cabinet à Harcourt Street, spécialisé dans les maladies de peau au Skin and Cancer Hospital de Holles Street. Il quitte la médecine en 1925, après avoir acheté Kindlestown, une grande ferme près de Delgany, dans le comté de Wicklow. Ryan y vit et la ferme reste en activité jusqu'à sa mort.
En juillet 1919, Ryan épouse Máirín Cregan, originaire du comté de Kerry et amie proche de Sinéad de Valera tout au long de sa vie. Cregan, comme son mari, a également combattu lors de l'Insurrection de Pâques et est par la suite auteur d'histoires pour enfants en irlandais. Ils ont trois enfants ensemble.
L'une des sœurs de Ryan, Mary Kate, épouse Seán T. O'Kelly, l'un des futurs collègues du cabinet de Ryan et futur président de l'Irlande. Après sa mort, O'Kelly épouse sa sœur, Phyllis Ryan. Une autre des sœurs de Ryan, Josephine (« Min ») Ryan, épouse Richard Mulcahy, futur dirigeant du Fine Gael. Une autre sœur, Agnès, épouse Denis McCullough, un député Cumann na nGaedheal de 1924 à 1927. Il est également l'arrière-grand-père du joueur rugby James Ryan.

## Carrière révolutionnaire
Alors qu'il étudie à l'université en 1913, Ryan rejoint la Ligue gaélique à Clonmel. Le commandant de la compagnie recrute le jeune nationaliste catholique, qui devient membre fondateur des Volontaires irlandais et prête serment au sein de la Fraternité républicaine irlandaise l'année suivante. Lors de l'Insurrection de Pâques en 1916, Ryan est médecin au General Post Office (GPO). Il est, avec James Connolly, l'une des dernières personnes à quitter le GPO lors de l'évacuation. Après la capitulation des rebelles, Ryan est interné à la prison de Stafford en Angleterre, puis au camp d'internement de Frongoch. Il est libéré en août 1916.
Ryan rejoint les Volontaires immédiatement après sa sortie de prison et en juin 1917, il est élu commandant du bataillon de Wexford. Sa carrière politique commence l'année suivante lorsqu'il est élu candidat du Sinn Féin dans la circonscription de Wexford Sud aux élections générales de 1918. Comme ses collègues députés du Sinn Féin, Ryan refuse de siéger au Parlement de Westminster. Au lieu de cela, il assiste aux débats du Premier Dáil le 21 janvier 1919. Alors que la guerre d'indépendance se poursuit, Ryan devient commandant de brigade de South Wexford et est également élu au conseil du comté de Wexford, en tant que président à une occasion. En septembre 1919, il est arrêté par les Britanniques et interné sur Spike Island puis sur Bere Island. En février 1921, Ryan est emprisonné au camp d'internement de Kilworth, dans le comté de Cork. Il est ensuite transféré à la caserne Ballykinlar à Co Down et libéré en août.
Lors des « élections du pacte » de 1922, Ryan et l'un des deux autres députés anti-traité de Wexford perdent leur siège au profit de candidats pro-traité. Pendant la guerre civile, Jim Ryan est arrêté et détenu à la prison de Mountjoy avant d'être transféré au camp de Tintown, au Curragh, où il entame une grève de la faim de 36 jours. Pendant son internement, il récupère son siège au Dáil en tant qu'abstentionniste aux élections générales de 1923. Il est libéré de prison en décembre 1923.

## Carrière politique
En 1926, Ryan fait partie des députés du Sinn Féin qui suivent le leader Éamon de Valera hors du parti pour fonder le Fianna Fáil. Ils entrent au Dáil en 1927 et passent cinq ans sur les bancs de l'opposition.

### Ministre de l'Agriculture
Après les élections générales de 1932, le Fianna Fáil accède au pouvoir et Ryan est nommé ministre de l'Agriculture, poste qu'il occupe sans interruption pendant quinze ans. Dans le domaine agricole, la politique du gouvernement est basée sur l'idée de l'autosuffisance ou de l'autarcie. "Les agriculteurs irlandais auraient toujours dû rechercher la prospérité dans les villes britanniques. S'ils faisaient travailler des gens dans nos propres villes, ils consommeraient des produits irlandais", a-t-il déclaré à Blackwater, dans le comté de Wexford, qualifiant cela d'idée d'arrangement cyclique.
Ryan est chargé de mettre en œuvre les politiques suivantes : les importations de blé, de sucre et d'autres produits agricoles sont restreintes ; les agriculteurs bénéficient d'un prix garanti pour le blé ; les agriculteurs sont contraints d'utiliser des céréales produites sur place dans l'alimentation animale et les boulangers doivent utiliser un certain pourcentage de farine irlandaise dans leur pain ; et l'industrie de la betterave sucrière se développe avec l'ouverture de nouvelles usines.
Alors que ces politiques entraînent une augmentation de la production de betterave sucrière et de la culture du blé, les petits agriculteurs du Munster et du Connacht n'ont que peu gagné tandis que les grands agriculteurs sont les véritables bénéficiaires. Ryan fait face à de sévères critiques à propos de la guerre économique avec la Grande-Bretagne : de graves dommages sont causés au commerce du bétail, la principale source de revenus d'exportation de l'Irlande. Le gouvernement tente de compenser en accordant des primes égales aux droits britanniques, mais celles-ci doivent être payées par le contribuable. La guerre économique prend fin en 1938 avec la signature de l'accord commercial anglo-irlandais entre les deux gouvernements, après une série de pourparlers à Londres entre le Premier ministre britannique Neville Chamberlain, de Valera, Ryan et Seán Lemass.
Pendant la Seconde Guerre mondiale, l’autosuffisance alimentaire devient essentielle. Le ministère de l'Agriculture ordonne à chaque agriculteur de cultiver un huitième de sa terre. Ce montant est porté à trois huitièmes en 1944. Malgré un rationnement strict et de graves pénuries, les denrées alimentaires de base restent disponibles. À la fin de la guerre, le mécontentement des agriculteurs revient. Un nouveau parti politique, Clann na Talmhan, est créé à la fin des années 1930 pour représenter les intérêts des petits agriculteurs de l'ouest de l'Irlande. De même, une grande partie des terres du pays est épuisée en raison de l'augmentation de la productivité en temps de guerre et d'une pénurie d'engrais.
En tant que ministre de l'Agriculture, Ryan participe également à la création du domaine du château de Johnstown, dans le comté de Wexford en 1945. L'installation devient un important centre de recherche sur les sols, initialement sous la tutelle du ministère de l'Agriculture, puis sous le nom d'An Foras Talúntais (aujourd'hui Teagasc).

### Ministre de la Santé et de la Protection Sociale
En 1947, après avoir passé quinze ans comme ministre de l'Agriculture, Ryan est nommé aux postes nouvellement créés de ministre de la Santé et de ministre de la Protection sociale. Il porte le projet de loi sur la santé pour moderniser le service de santé sous deux aspects : la protection maternelle et infantile et les maladies infectieuses. De Valera hésite à accepter ces mesures comme politique gouvernementale en raison de l'opposition de l'Église catholique. En fait, une grande partie de la législation est adoptée par Noël Browne, le successeur de Ryan au poste de ministre de 1948 à 1951. Après le retour au pouvoir du Fianna Fáil aux élections générales de 1951, Ryan revient en tant que ministre de la Santé et de la Protection sociale. Au cours de son deuxième mandat, il se heurte à nouveau à l'Église au sujet de la mise en œuvre des aspects restants du programme mère-enfant. À la suite de négociations avec la hiérarchie, des ajustements sur des questions telles que les conditions de ressources et les inspections médicales sont effectués et la législation est adoptée par le Dáil. Après les élections générales de 1954, le Fianna Fáil perd le pouvoir et Ryan retourne sur les bancs d'arrière-ban.

### Ministre des Finances
Après les élections générales de 1957, le Fianna Fáil revient au pouvoir et le cabinet de Valera change de visage. Dans un message clair selon lequel il y aurait un changement de politique économique, Ryan, un proche allié de Seán Lemass, est nommé ministre des Finances, en remplacement du conservateur Seán MacEntee. Le premier signe d’une nouvelle approche économique apparait en 1958, lorsque Ryan présente le premier programme de développement économique au Cabinet. Ce plan, fruit de l'imagination de TK Whitaker, reconnait que l'Irlande doit s'éloigner de l'autosuffisance pour s'orienter vers le libre-échange. Il propose également que les entreprises étrangères bénéficient de subventions et d'allégements fiscaux pour s'établir en Irlande.
Lorsque Seán Lemass succède à de Valera au poste de Taoiseach en 1959, Ryan est reconduit au poste de ministre des Finances. Lemass veut le récompenser de sa fidélité en le nommant également Tánaiste ; cependant, le nouveau chef se sent obligé de nommer Seán MacEntee, l'un des anciens du parti, à ce poste. Ryan continue à mettre en œuvre le premier programme tout au long du début des années 1960, atteignant un taux de croissance record de 4 pour cent en 1963. Cette année-là, un deuxième programme encore plus ambitieux est introduit ; cependant, ce projet va trop loin et doit être abandonné. Malgré cela, le taux de croissance annuel est en moyenne de 5 pour cent, le taux le plus élevé atteint depuis l'indépendance.

## Retraite et décès
Ryan ne se représente pas aux élections générales de 1965, après quoi il est nommé par le Taoiseach au Seanad Éireann (la chambre haute de l'Oireachtas), où il rejoint son fils, Eoin Ryan Snr. Lors de la dissolution de 1969, il se retire dans sa ferme de Kindlestown, dans le comté de Wicklow, où il meurt à 77 ans le 25 septembre 1970. Son petit-fils Eoin Ryan Jnr sert à l'Oireachtas de 1989 à 2007, puis au Parlement européen de 2004 à 2009.